# Nieuwe Houtenseweg
De Nieuwe Houtenseweg is een straat in de Nederlandse stad Utrecht in de subwijk Lunetten. De circa 1100 meter lange straat loopt vanaf de Furkabaan en Furkaplateau tot aan de Oude Mereveldseweg nabij de A12 die via een viaduct over de straat heen gaat. De enige zijstraat is de Zwartewoud.
Aan de Nieuwe Houtenseweg bevinden zich diverse zorginstellingen zoals UW-Groen op nummer 25, alsook de rijksmonumentale boerderij het Blauwe Huis op nummer 55 wat nu dienstdoet als opvangcentrum van de Stichting Beschermende Woonvormen Utrecht (SBWU).. Het Blauwe Huis lag vroeger aan de Oude Mereveldseweg 8A, maar deze weg is vanaf 1980 de Nieuwe Houtenseweg gaan heten. Ook het Altrecht voor geestelijke gezondheidszorg is aan de Nieuwe Houtenseweg 12 gevestigd.
Sinds kort bevindt zich hier de langste lichtgewicht brug ter wereld, het viaduct Nieuwe Houtenseweg dat het huidige viaduct over de A27 voor het wegverkeer zal vervangen. Parallel aan de Nieuwe Houtenseweg loopt de spoorlijn Utrecht - Boxtel. De huidige brug gaat dienstdoen als spoorbrug in verband met de spoorverbreding van twee naar vier sporen.

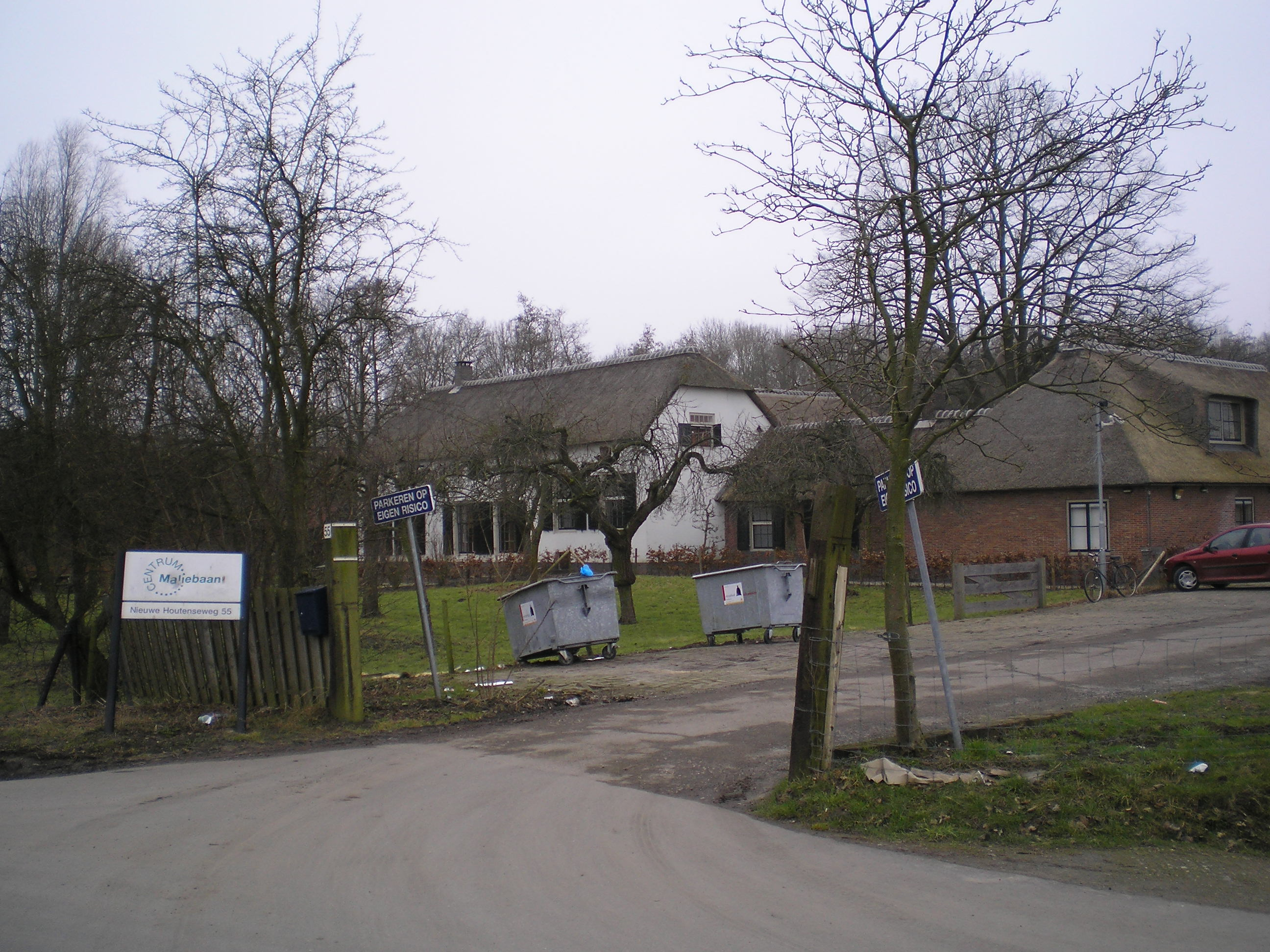
Opvang SBWU (Het Blauwe Huis) aan de Nieuwe Houtenseweg 55 te Utrecht
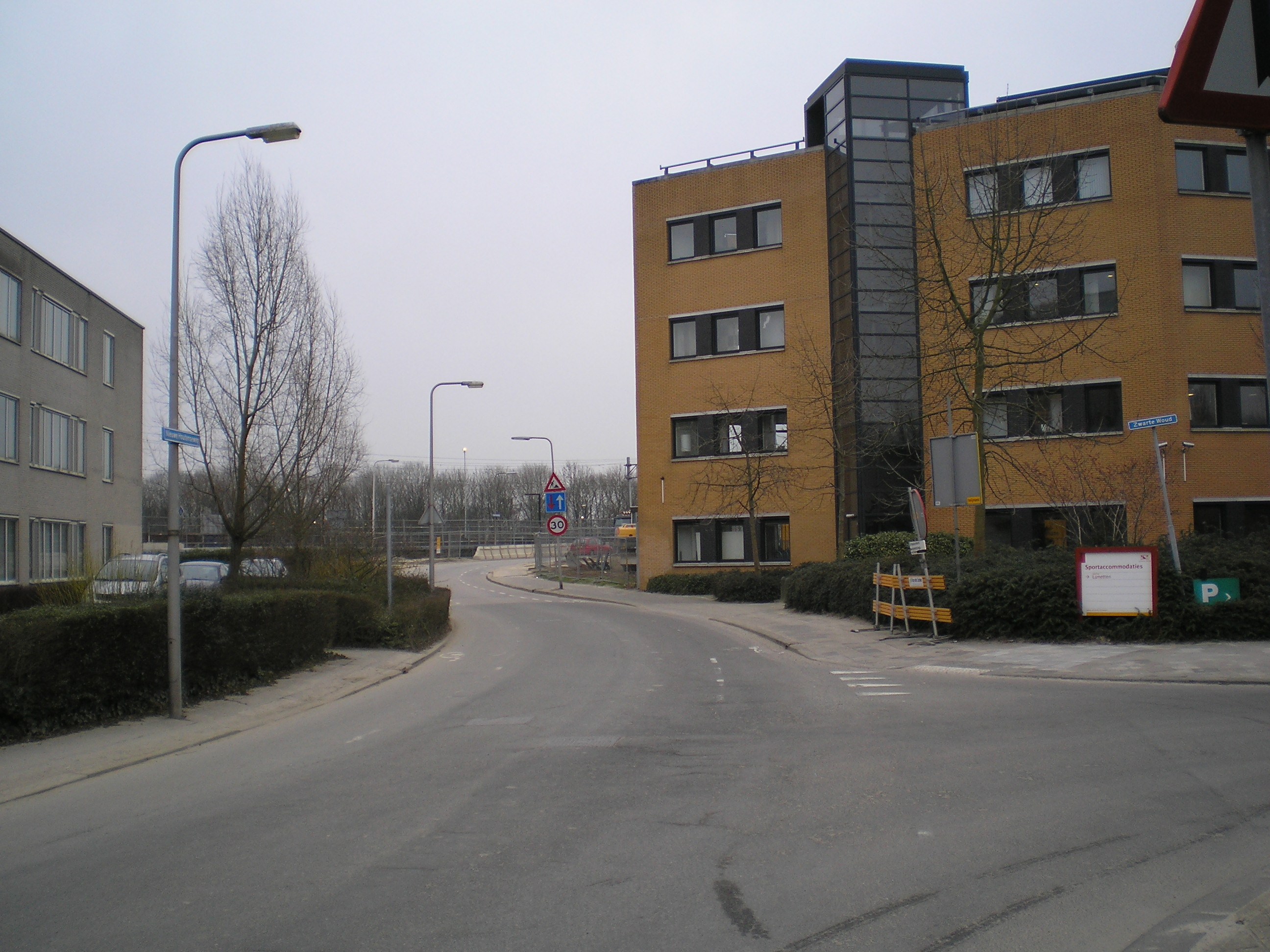
Nieuwe Houtenseweg met links het gebouw van Altrecht en rechts Woudstede
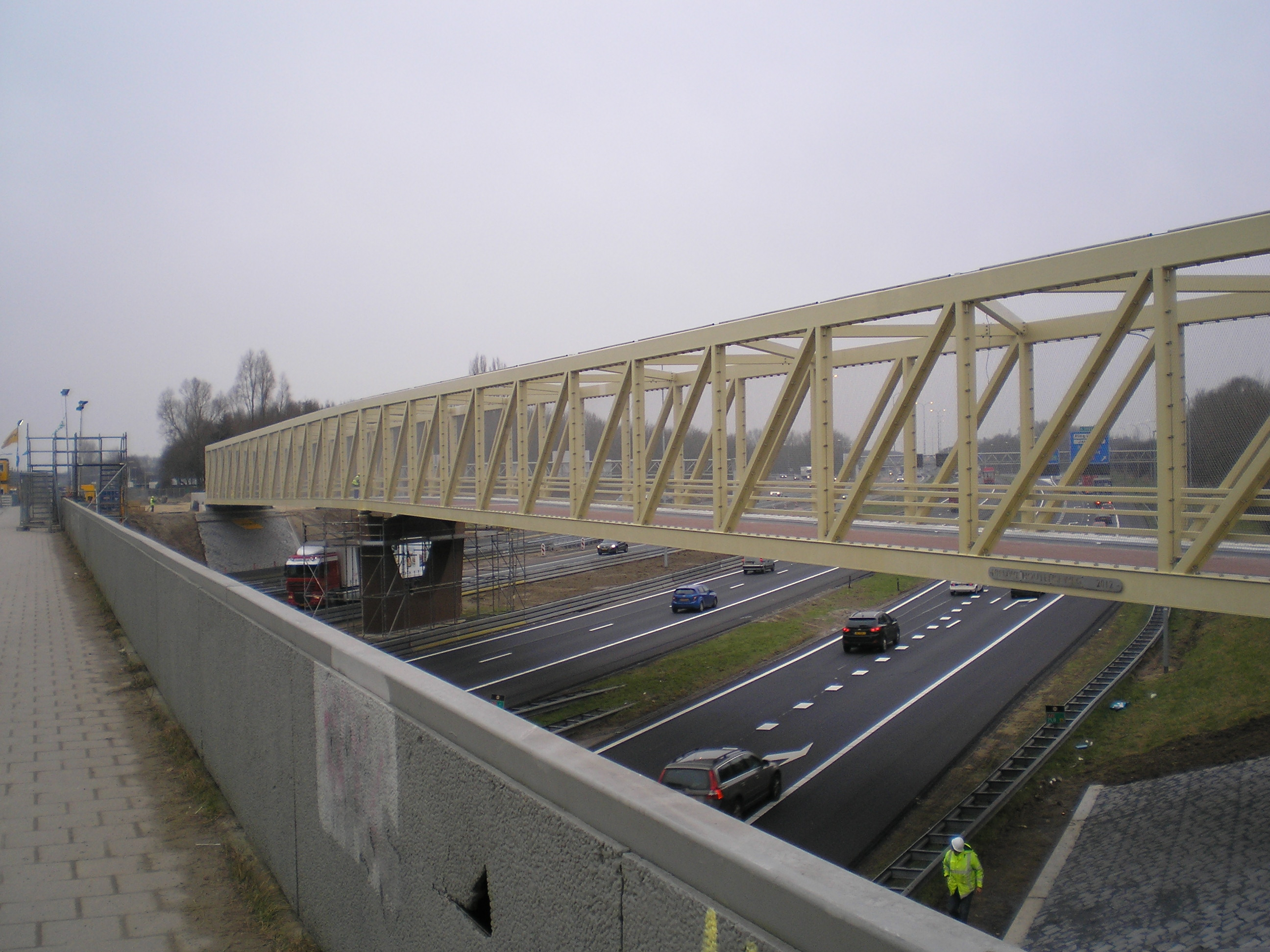
Nieuw viaduct Nieuwe Houtenseweg en links voormalige Nieuwe Houtenseweg
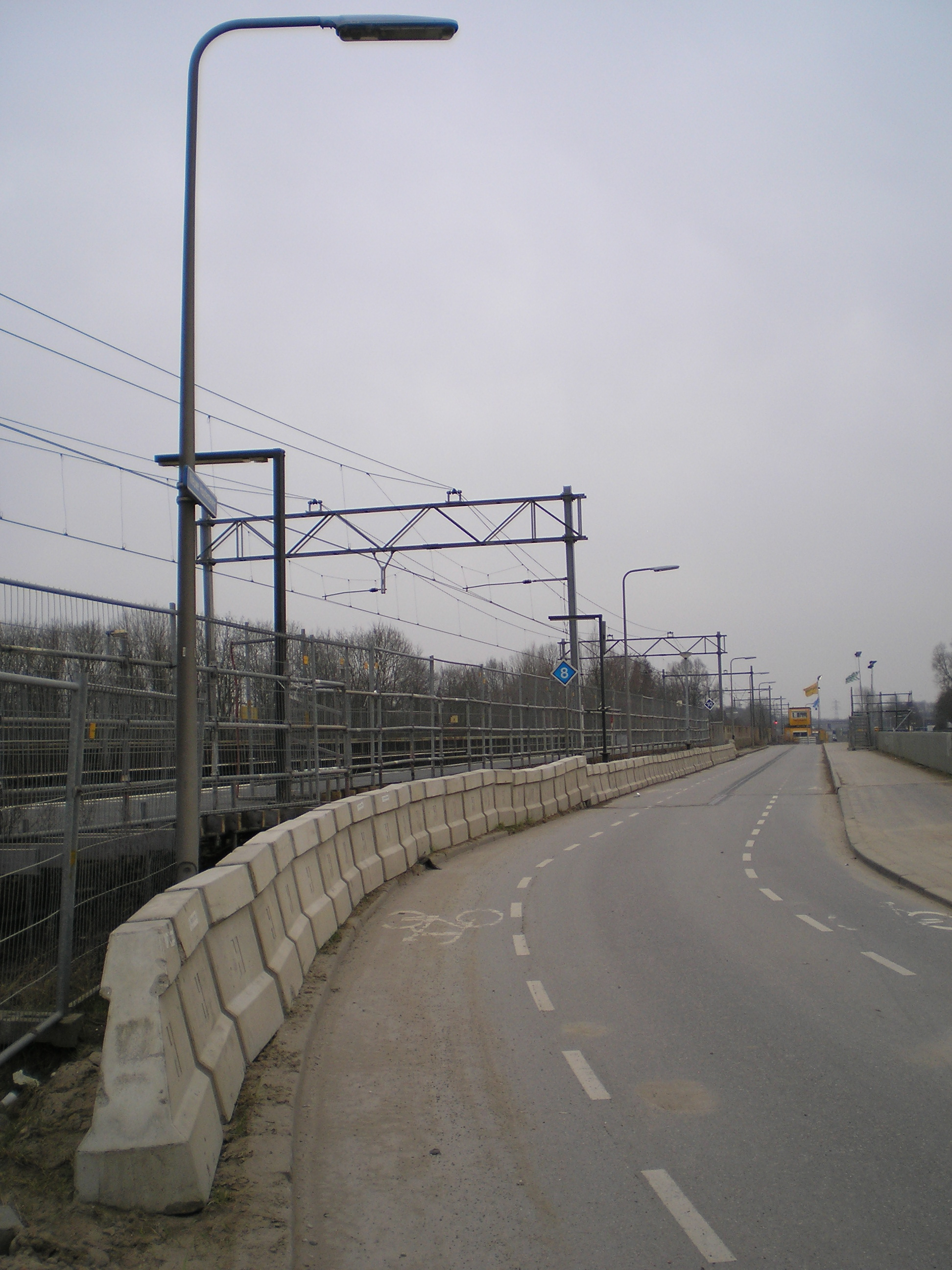
Voormalige gedeelte Nieuwe Houtenseweg, dit wordt straks spoorweg in verband met spoorverbreding
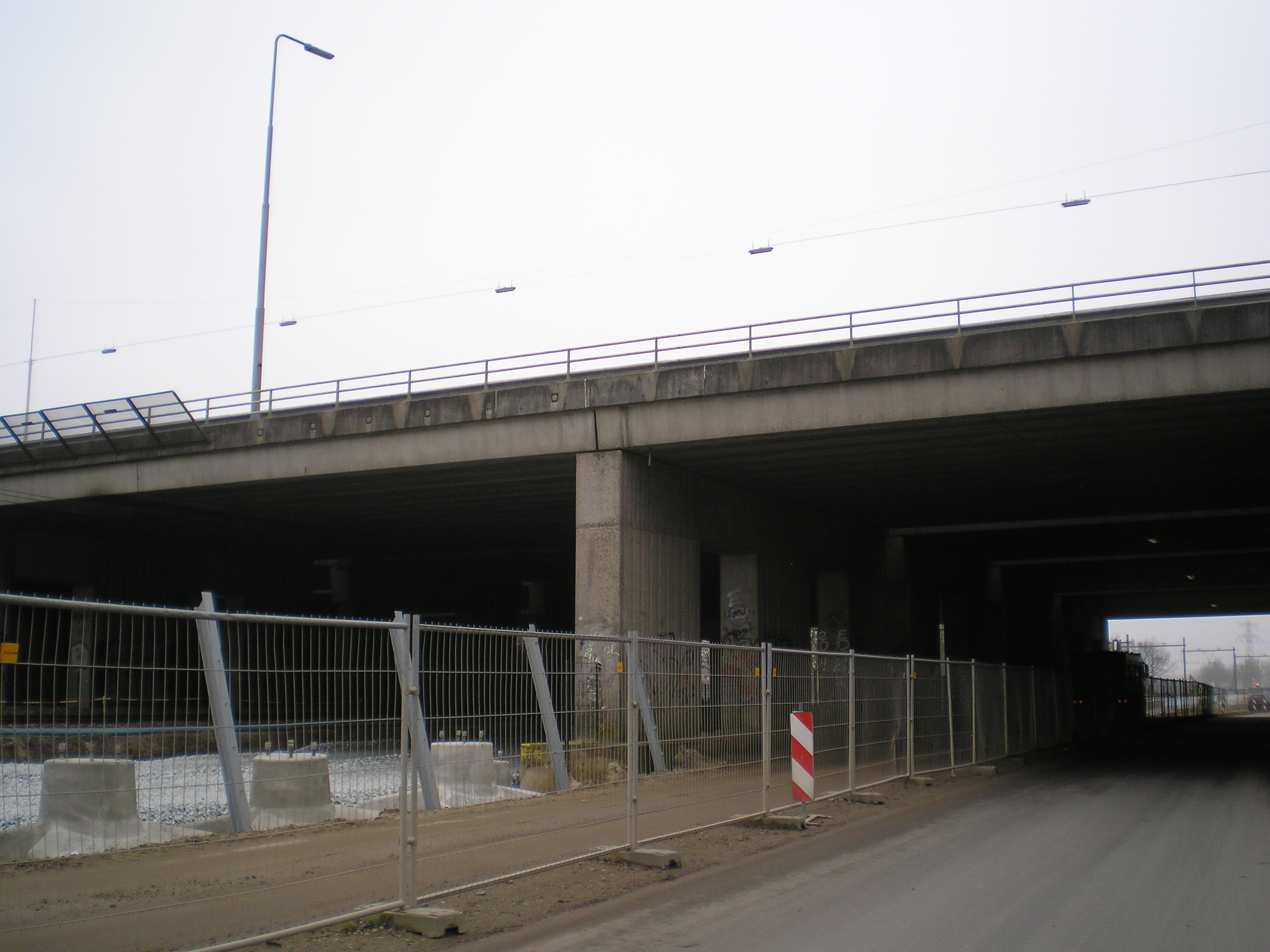
Viaduct van de A12 over de Nieuwe Houtenseweg naast voormalige boerderij Het Blauwe Huis
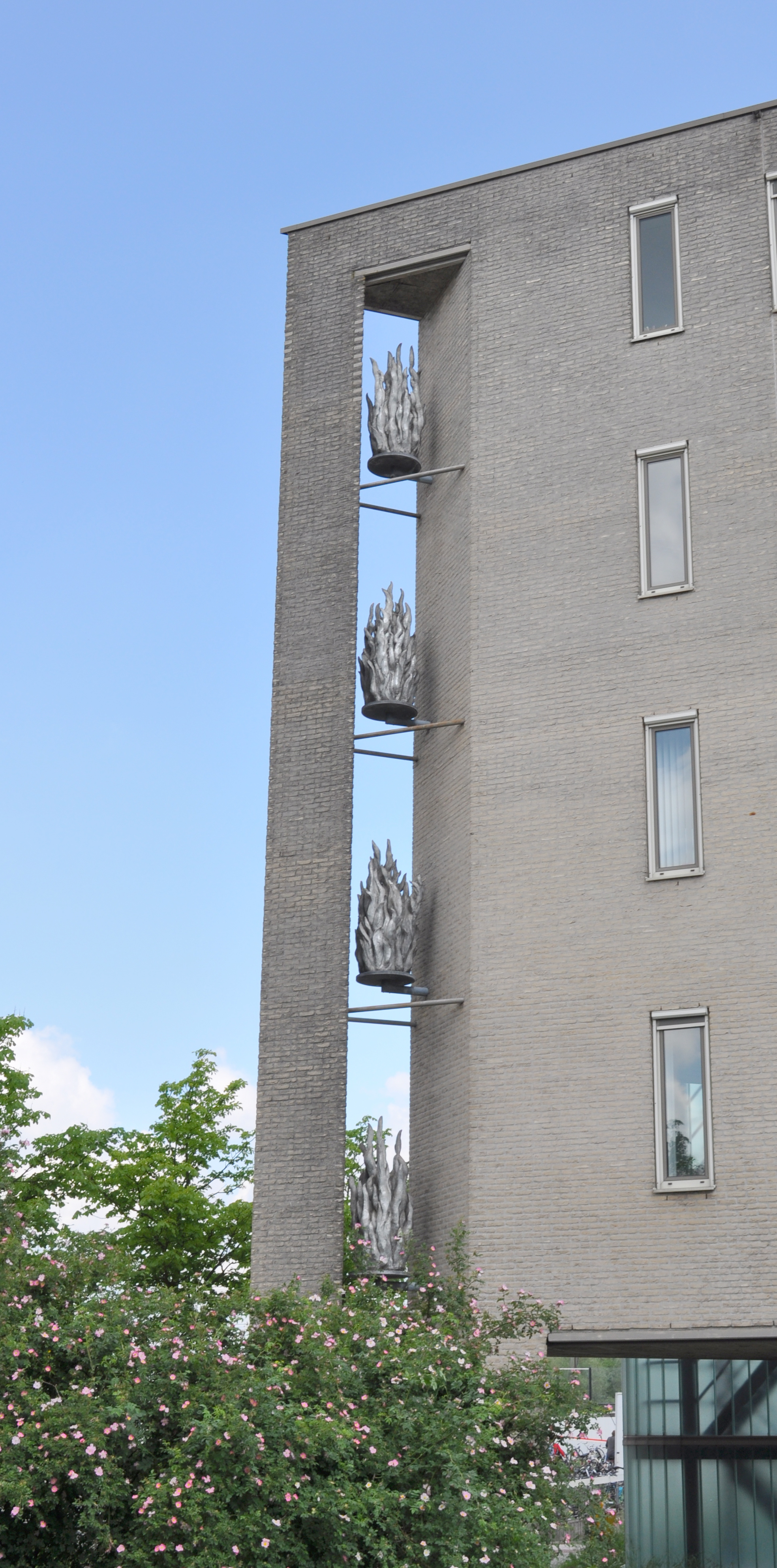
Kunst aan de hoek het gebouw van Altrecht aan de Nieuwe Houtenseweg